# Acanthomolgus eminulus
Acanthomolgus eminulus is een eenoogkreeftjessoort uit de familie van de Rhynchomolgidae. De wetenschappelijke naam van de soort is voor het eerst geldig gepubliceerd in 1977 door Humes & Lewbel.